# Olszewskia stodruga
Olszewskia stodruga är en insektsart som beskrevs av Irena Dworakowska 1974. Olszewskia stodruga ingår i släktet Olszewskia och familjen dvärgstritar.
Artens utbredningsområde är Kongo. Inga underarter finns listade i Catalogue of Life.